# 長島ダム
長島ダム（ながしまダム）は、静岡県榛原郡川根本町、一級水系・大井川本川上流部に建設されたダムである。

## 建設の経緯
大井川では1902年（明治35年）以来本・支流において盛んに電源開発が行われ、大井川本川だけでも田代ダム（1927年）・大井川ダム（1935年）・奥泉ダム（1956年）・井川ダム（1957年）・畑薙第二ダム（1961年）・畑薙第一ダム（1962年）と6ヶ所のダムが建設され、一大電源地帯となった。利水についても、1947年（昭和22年）より農林省（現・農林水産省）による「国営大井川農業水利事業」が着手され、1968年（昭和43年）に大井川用水が完成。流域の茶畑を始め、広大な農地に水が供給された。
このような形で大井川は高度な水利用が行われた反面、治水に関しては従来より進められている堤防整備や河川敷整備を行っており、大河川の割には他の河川と比べ「河川総合開発事業」のような多目的ダムを中心とした総合開発は行われていなかった。流域の年間降水量が3,000mmを超える大井川は度々洪水をひき起こし、1954年（昭和29年）9月の台風14号は流域に大きな被害を与えた。これを機に1958年（昭和33年）に大井川河口から24.9kmまでの区間（島田市神座付近）が旧河川法による指定区間となり、建設省（現・国土交通省）による直轄管理が行われた。1967年（昭和42年）5月には新河川法による一級水系に指定され、河川管理の基本となる「大井川水系工事実施基本計画」が策定された。だが、1974年（昭和49年）7月の通称「七夕豪雨」では静岡県下に甚大な被害をもたらし、大井川の抜本的な治水対策が求められた。
一方、静岡県中部地域は東海道新幹線や東名高速道路の開通に伴って首都圏や名古屋市などへのアクセスが格段に向上。工場進出や物流の中継拠点として産業整備が活発化、それに伴い急速に人口が増加していった。このため上水道の需要が増大し新規の水供給が不可欠となった。だが大井川は慣行水利権や発電用水利権が既得権として設定されており、新規に取水するのは他の事業者との調整が必要であり、困難が予想された。このため新たなる水がめが求められた。
こうした背景があり、大井川に多目的ダムを建設して大井川流域の治水と利水を賄おうとする機運が高まった。そして1972年に上流部、大井川ダムの直上流部にあたる本川根町梅地地先にダムを建設する計画が発表され、1974年（昭和49年）に「大井川水系工事実施基本計画」の一部改訂を受けて正式なダム事業として事業が開始された。この「大井川総合開発事業」の中核施設となったのが長島ダムである。

## ダムの目的
長島ダムは型式が重力式コンクリートダムで、堤高は当初112.0mを計画していたが後に修正されて109.0mとなった。特定多目的ダム法に基づき国土交通大臣が直轄管理を行う特定多目的ダムであり、大井川水系唯一の多目的ダムである。目的は洪水調節、不特定利水、灌漑、上水道供給であり、水力発電目的は有しない。水力発電を行わないダムとしても大井川本川では唯一となる。計画から29年後の2001年（平成13年）に完成しており、日本の長期化ダム事業の一つでもある。

### 治水

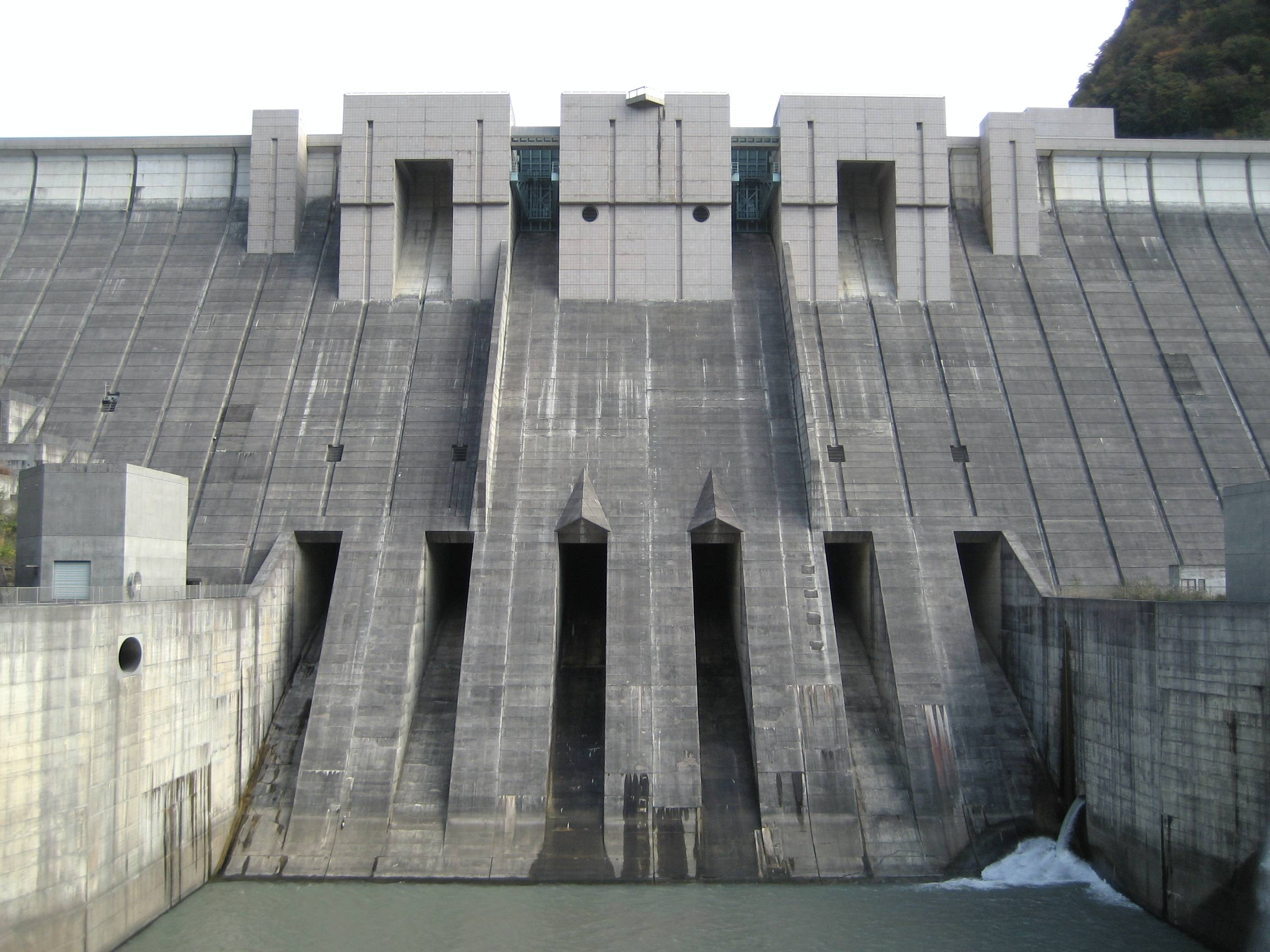
長島ダムの洪水吐き

治水目的では、ダム地点における計画高水流量（計画された最大限の洪水流量）毎秒6,600m3を毎秒5,000m3に軽減（毎秒1,600m3の水量カット）する洪水調節を行うが、膨大な洪水量を調節するために、日本最大級の常用洪水吐ゲートを6門備えている。また不特定利水については大井川の正常な流量を維持する河川維持放流が最大の目的となる。大井川は1961年（昭和36年）の塩郷ダム完成以後「水枯れ」状態が長く続き、正常な流量復活は流域住民の悲願であった。中部電力は1989年（平成元年）の水利権更新以後、毎秒3-5m3の維持放流を行ったが、長島ダムではこれら電力会社管理ダムと連携して河川維持放流を行う。2006年（平成18年）からは田代ダムの水利権一部返還による維持放流開始に伴い、毎秒0.43-1.49m3の連携放流を開始している。
さらに、大井川上流の山岳部は糸魚川静岡構造線の影響で崩落が激しく、それに伴う河水の白濁化がかつては問題になっていた。これを防止するため、長島ダムと直下流の大井川ダムでは湖水の表面から清浄な水を放流することによって、下流の濁水を解消する機能も有している。

### 利水

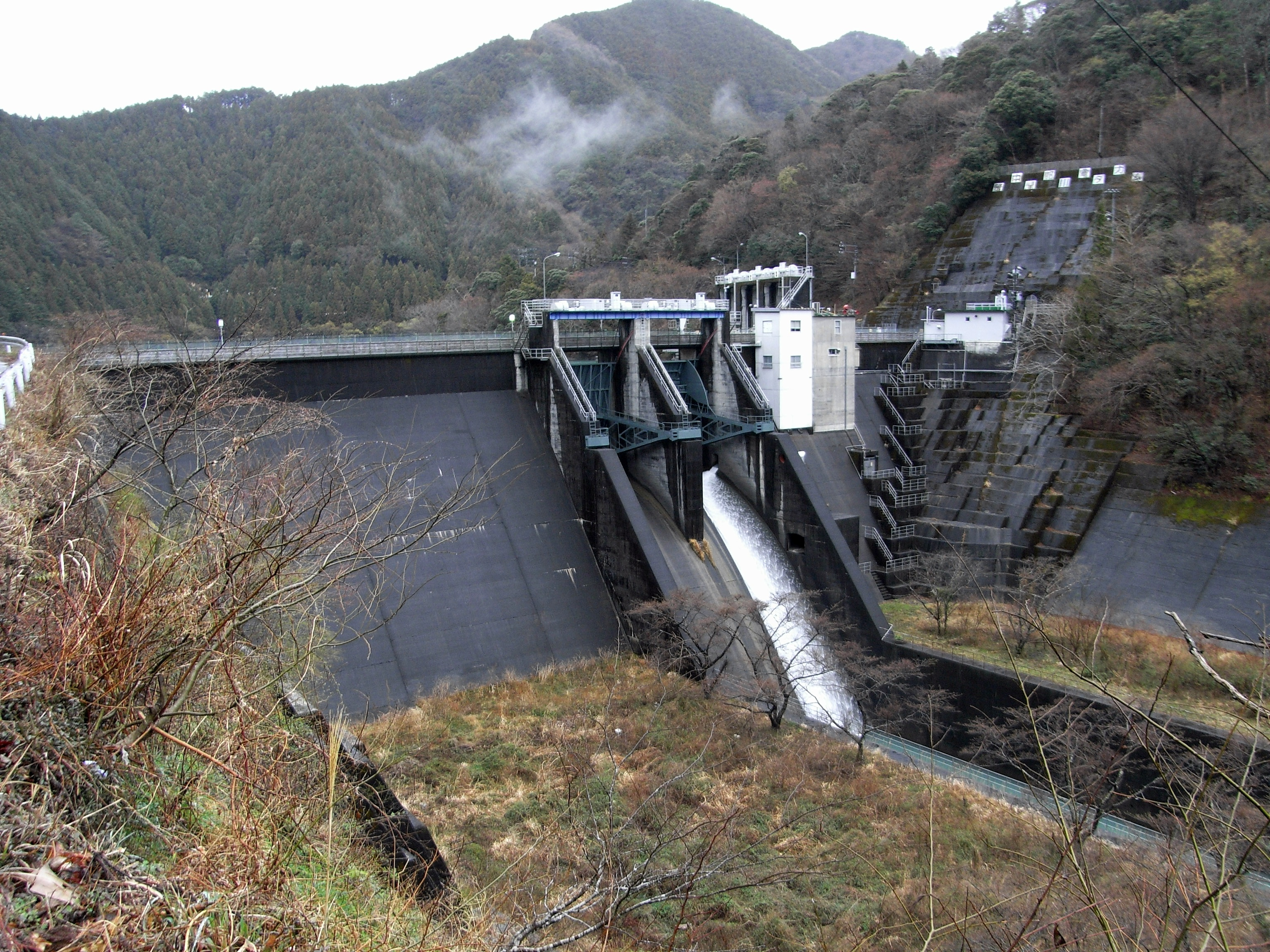
川口発電所・川口取水口の取水源
笹間川ダム（笹間川）

まず灌漑目的としては、大井川用水の水源として農林水産省が施工している「国営大井川用水農業水利事業」や「国営牧の原農業水利事業」、および静岡県営農業水利事業と連携した農業用水の供給を行っている。大井川用水は従来、笹間川ダム（笹間川）に付設する川口発電所の放流水を同地点にある川口取水口より取水し、大井川下流や牧之原台地へ供給していた。これに長島ダムからの供給分を加え潤沢な用水供給を図る。島田市神座において東西に分水され、焼津市・藤枝市・島田市・牧之原市・掛川市・袋井市・菊川市・御前崎市・榛原郡吉田町の8市1町、約5,145haへ新規の用水供給を行う。
上水道供給目的としては、1977年（昭和52年）より大井川下流域の市町で構成する「静岡県大井川広域水道企業団」が上水道事業に参加することで具体化した。大井川用水と同様に川口発電所の放流水を川口取水口で取水、途中の相賀浄水場より企業団参加自治体に供給される。焼津市・藤枝市・島田市・牧之原市・掛川市・菊川市・御前崎市の6市に日量518,400m3の水道用水を現在供給している。
更に近年、工業用水道の供給を長島ダムより図る計画が進められている。ダム完成以後も工場立地が進み工業用水の需要は増大する一方であったが、静岡県西部地域（遠州地域）のような天竜川を利用した工業用水整備が大井川では行われていなかった。このため従来は大井川用水より農業用水を転用して工業用水を利用していたが、農業用水の他目的への転用は違法であった。当局は黙認していたが2003年（平成15年）に大井川用水の上水道・工業用水道への違法転用問題が報道によって発覚。早急な対策が迫られた。
掛川市・菊川市・御前崎市・牧之原市の4市は「東遠工業用水道事業企業団」を設立し、大井川からの適正な取水を行い地域の工業団地へ安定した工業用水を供給する「東遠工業用水道事業」を推進している。折から小泉純一郎内閣の進める「地域再生計画」の対象にもなり、事業は「大井川下流域水利用再生計画」として上水道事業者の「静岡県大井川広域水道企業団」も参加して2007年（平成19年）4月までに長島ダムを水源とした転用手続きを現在進めている。これは上水道需要や農業合理化による利水の余剰化（いわゆる「水余り」）も背景にあって、余剰分を有効活用しようとする思惑もある。

## ダム技術と堆砂対策

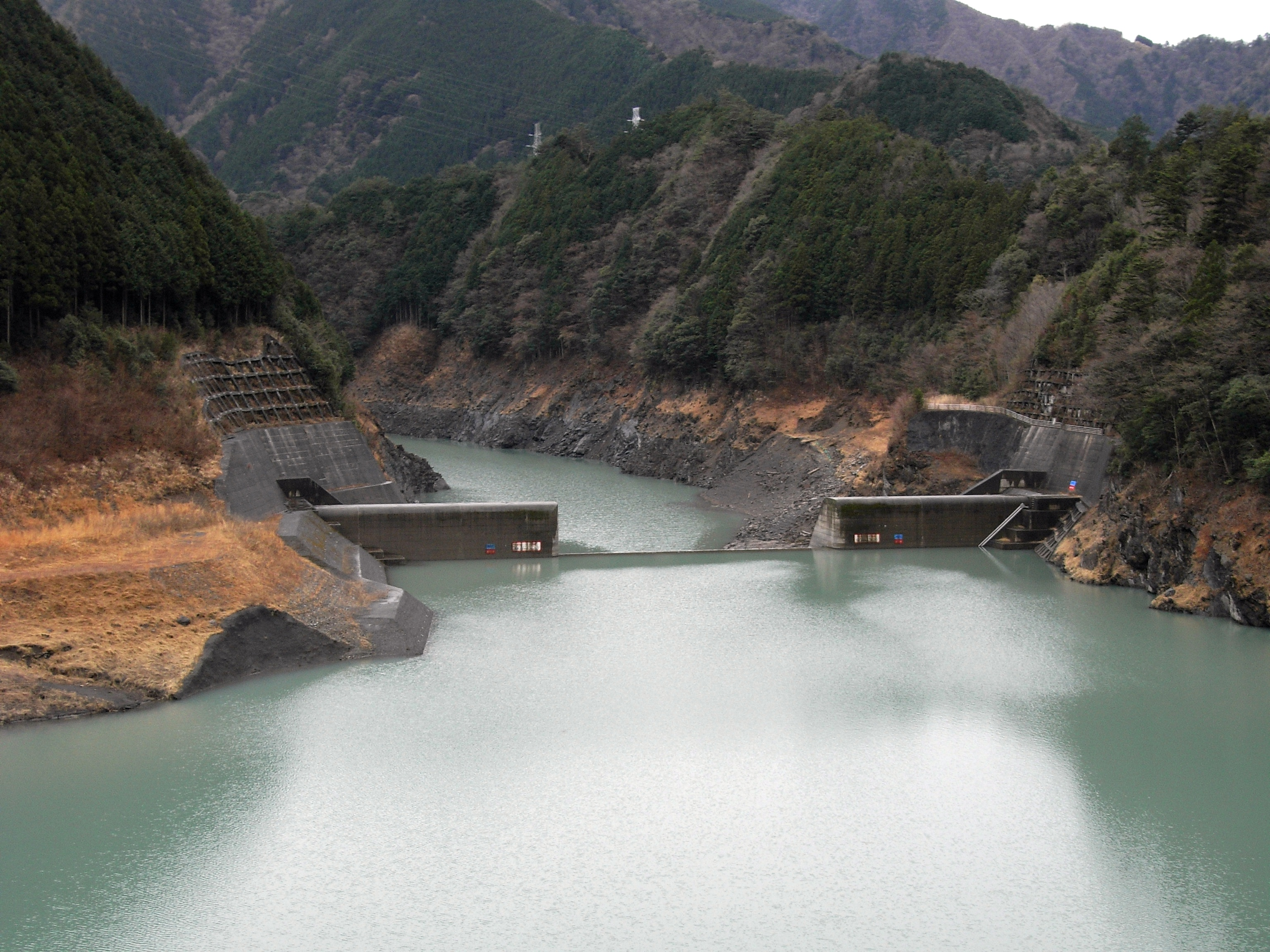
日本初のCSG工法による長島貯砂ダム（上流より撮影）

大井川は流域が糸魚川静岡構造線に沿っている事から山地の崩壊が激しく、土砂流出が多い。このため流域のダムは堆砂が進行しており、支流の寸又川上流に建設された千頭ダムは堆砂率98.1%と全国一である。長島ダムにとって、堆砂の進行は特に治水機能に重大な影響を及ぼすため、建設当時から堆砂対策が重要な課題となっていた。
建設省は、長島ダムの上流部に大規模な砂防堰堤を建設し、貯留した堆砂を定期的に除去する事でダムの堆砂を防除する対策を採った。こうして建設されたのが長島貯砂（ながしまちょさ）ダムである。この貯砂ダムは長期供用されるダムとしては日本で初の施工例となるCSG工法を採用した砂防ダムである。
CSG（Cemented Sand and Gravel、直訳すると「セメントで固めた砂礫（されき）」）とは、河床砂礫や掘削土砂をセメント・水と混ぜて出来たセメント系固化材を台形状に形成して建設する方式のダムである。日本で開発された型式であるが、長島ダムではこの貯砂ダムのほか、ダム上流部の仮締切（ダム建設時に河水を転流させる際、ダム本体へ水が来ないようにせき止める堰堤）でも同様の型式が採用されている。経済性にも優れ、コンクリート製のダムに比べ総工費を5%程度圧縮する事に成功した。なお長島貯砂ダムのCSGは、外部コンクリートにレディミクストコンクリート（生コン）を使用したことや骨材の岩級区分行われたため、本来のCSG工法ではなく、RCD工法用のコンクリートを改良したものとされる（日本初の台形CSGダムの施工例は、大保ダムの脇ダム沢処理工である）。
貯砂ダムは満水時には完全に水没して見えなくなるが、それ以外では姿を現す。こうした貯砂ダムに加え、海砂採取に使う特殊エジェクターという設備を利用した新しい堆砂技術を近年導入している。この特殊エジェクターは高圧水によって排砂管内部に真空を発生させ、その圧力を利用して堆砂を吸収しダム下流や土捨場に排出するというものである。間組と京都大学が開発したものであるが、砂密度90%以上の堆砂も吸収できることから新たな堆砂対策として期待されている。

## 補償事業と大井川鐵道

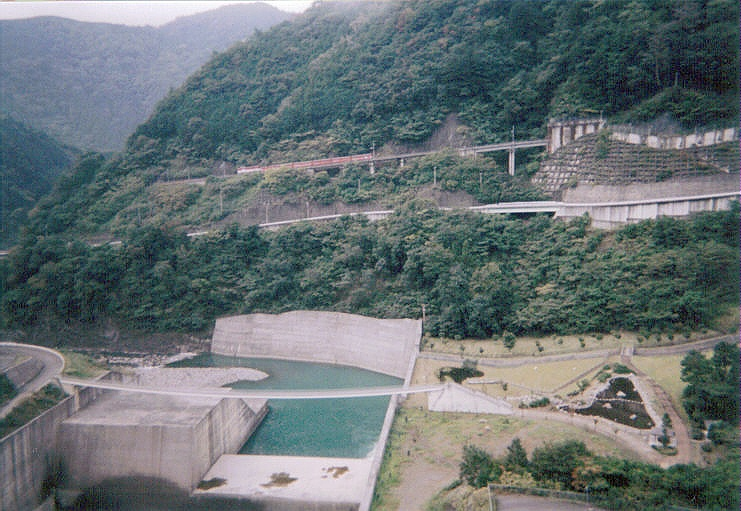
長島ダムより望む
大井川鐵道井川線の赤い車両
最後方は電気機関車

大井川の治水と利水に貢献する長島ダムであるが、ダム建設によって川根本町の39戸が水没、関連移転を含めると43戸の住居が移転を余儀なくされた。住民はダム建設に対し反対運動を繰り広げたが、当時大井川の枯渇原因がダムであった事もあって下流の流域住民も長島ダム建設に否定的姿勢を見せた。建設省は1979年（昭和54年）4月17日に長島ダムを水源地域対策特別措置法の対象ダムに指定、水没住民への補償を厚くする他に水没地域である本川根町の地域整備を実施した。具体的には大井川沿いの露天風呂「もりのいずみ」新設、接岨峡温泉内への温泉会館の建設、久保山ゲートボール場の新設、奥大井湖上駅へのレイクコテージ奥大井の新設などである。
また、大井川沿岸を走る大井川鐵道井川線が川根市代駅から川根長島駅間でダム建設により水没する事から、井川線の存廃問題も起こった。井川線は上流の静岡市井川と千頭を結ぶ重要な交通機関であり、観光路線の一つでもある事から存続を求める声が上がった。このため建設省は1990年（平成2年）より補償工事の一環として井川線の付け替え工事の施工を開始した。
付け替えにより川根市代駅から長島ダム右岸までの間が標高差ができて急勾配となるため、アプト式のラック式鉄道が採用された。川根市代駅をアプトいちしろ駅と改称、長島ダム右岸に長島ダム駅を新設して、この2駅間を電気機関車によって推進する方式である。また、ダム湖を渡る鉄橋を「奥大井レインボーブリッジ」と名付け、橋の中間に奥大井湖上駅を新設した。こうした工事により大井川鐵道は蒸気機関車導入に次ぐ新しい特徴を得ることとなった。その後、井川線には「南アルプスあぷとライン」の愛称が付けられた。

## 接岨湖

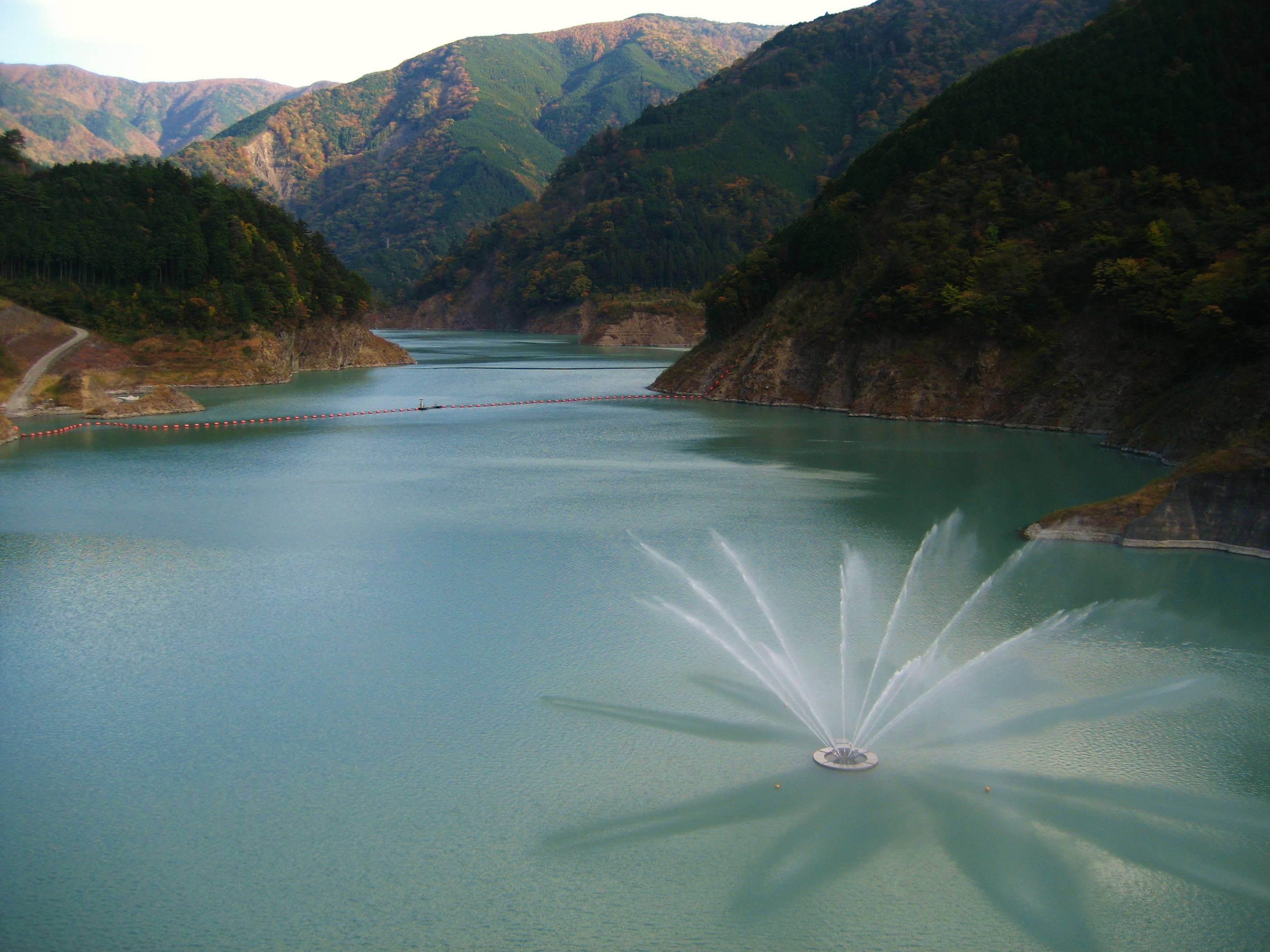
接岨湖と噴水

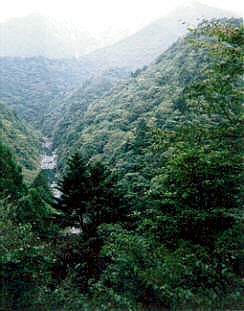
ダム上流の接岨峡

長島ダムによって形成された人造湖は2001年（平成13年）に接岨湖（せっそこ）と命名された。これは大井川上流部の峡谷・接岨峡に因み命名されたものである。接岨湖は総貯水容量7,800万立方メートルであり、井川湖（井川ダム）、畑薙湖（畑薙第一ダム）に次ぐ大井川水系の大貯水池である。
接岨湖ではカヌーをする人の姿が多い。これは2003年（平成15年）に開催されたNEW!!わかふじ国体で漕艇会場として競技が実施された事による。以後接岨湖カヌー競技場が設置され、多くのカヌーイストが練習を行う。川根本町は2005年より「接岨湖カヌー講習会&ツーリング」を実施しており、初心者が競技場～長島貯砂ダム間を往復してカヌーに親しむイベントが行われている。2006年（平成18年）8月には「文部科学大臣杯・日本カヌーフラットウォーターレーシング・ジュニア選手権大会」の会場となっている。接岨湖は春の新緑や秋の紅葉も美しく、2006年7月には「森と湖に親しむ旬間」の全国行事である「奥大井接岨湖フェスタ」も行われた。
長島ダムは「地域に開かれたダム」としてダム本体や周辺施設を積極的に一般に開放しており、社会科見学や観光で訪れる人が多い。ダム管理所の1階は展示室となっており、ダムの構造や事業目的について詳しく解説している。ダム天端は展望台になっており、急坂を登る大井川鐵道井川線の姿を見ることもできる。ダム直下も開放されており、大樽広場や四季彩公園が整備され、しぶき橋からはダムを真下から見上げることができる。ただし、放流時には水しぶきをまともに受ける点には注意が必要である。
この地域は静岡県有数の観光地であり、付近には接岨峡温泉や寸又峡温泉がある。上流には井川ダムや畑薙第一ダム、さらに南アルプス登頂のメインルートでもある。アクセスは大井川鐵道井川線・長島ダム駅下車徒歩2分。自動車では新東名高速道路・島田金谷インターチェンジより国道473号を経由、国道362号より静岡県道77号川根寸又峡線を寸又峡温泉・長島ダム方面へ北上し、奥泉交差点で静岡県道388号接岨峡線へ右折ししばらく進むと、やがて巨大な堤体が眼前に現れる。